# أسل عاري الثمرة
أسل عاري الثمرة (الاسم العلمي: Juncus gymnocarpus) نوع نباتي يتبع جنس الأسل وينتمي إلى الفصيلة الأسلية.